# Spoglia
Spoglia è un termine utilizzato in araldica per indicare una pelle di fiera.
Tra le più celebri c'è sicuramente quella che indossa il personaggio mitologico Ercole (o Eracle); durante una delle sue dodici fatiche uccise il Leone di Nemea del quale utilizzò la sua pelle come trofeo.

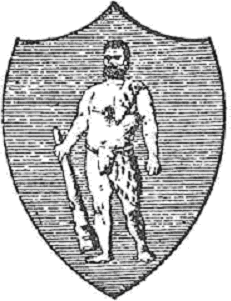
Ercole con la spoglia del leone di Nemea
Ercole con la spoglia del Leone Nemeo nello stemma di Ugento
Effigie di Ercole Farnese d'argento con la spoglia del leone d'oro (stemma di Ercolano)

## Traduzioni
- Francese: dépouille